# Jean Desvignes
Jean Desvignes, de son vrai nom Alexandre Joseph Desvignes, né le 12 novembre 1900 à Mâcon et mort le 7 juillet 1935 à Jonchery-sur-Vesle (Marne), est un pilote automobile français de voitures de sport.

## Biographie
En trois années d'activité sportive au volant, il remporte les 10 Heures de Spa-Francorchamps sur Bugatti T44 en 1934 avec Norbert Jean Mahé (ayant fini 4e la saison précédente avec Marcel Mongin, alors sur 24 heures avec une T49), et obtient une 6e (1935, avec l'anglais Guy Don (pl)) ainsi qu'une 9e (1934, avec Mahé), places aux 24 Heures du Mans (sur T44, puis Alfa Romeo 6C 1750).
Il meurt dans un accident de la circulation à l'angle de la Route Nationale et la rue du Docteur Lulling, sur la commune de Jonchery-sur-Vesle. Cet accident a eu lieu sur sa route de retour à son domicile parisien après le premier grand prix de la Marne tourisme (où il obtient une 5e place au circuit de Reims-Gueux sur la T44), une fois le repas du soir pris.